# (37598) 1992 EL17
1992 EL17 (asteroide 37598) é um asteroide da cintura principal. Possui uma excentricidade de 0.14953080 e uma inclinação de 5.11314º.
Este asteroide foi descoberto no dia 2 de março de 1992 por UESAC em La Silla.